# Les Arts de la Femme

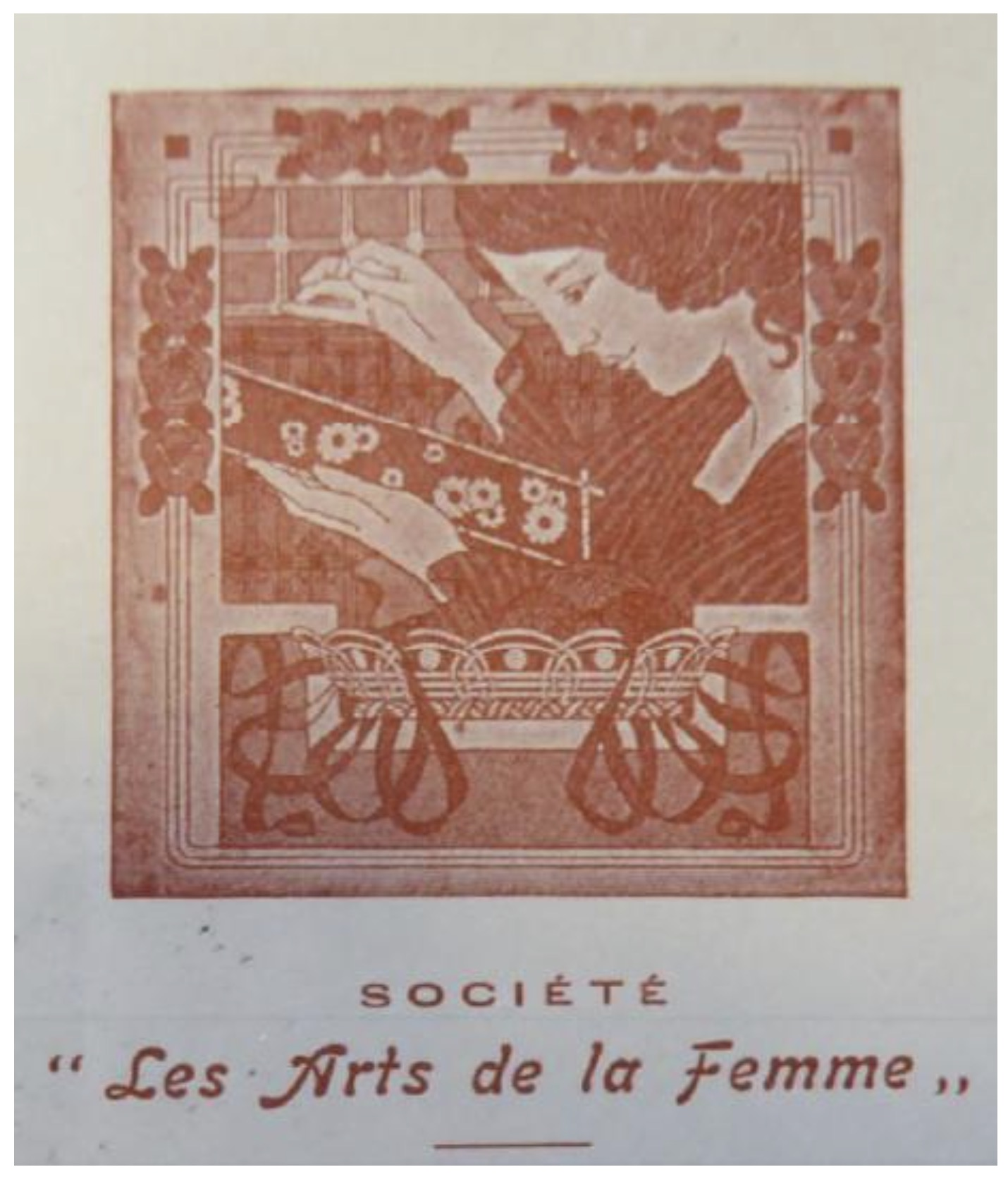

Die belgische Vereinigung Société Les Arts de la Femme (1908 bis vermutlich 1918) hatte sich der Unterstützung freischaffender Künstlerinnen des eigenen Landes verschrieben. Die Gründung erfolgte am 29. März 1908 in Ixelles (Gemeinde Brüssel) durch die luxemburgische Künstlerin Mathilde Mayer (der Ehefrau von Franz Philippson; 1856–1926). Sie bekleidete das Amt der Präsidentin, während 30 Frauen und 8 Männer in dem Verein mitarbeiteten. Der Zweck der Vereinigung war die Unterstützung von Frauen, die ein „Frauenhandwerk“ ausübten. Die Organisation hatte zum Ziel, belgische Künstlerinnen dabei zu unterstützen, die Produkte ihrer Arbeit auszustellen und zu verkaufen.

## Vorgeschichte

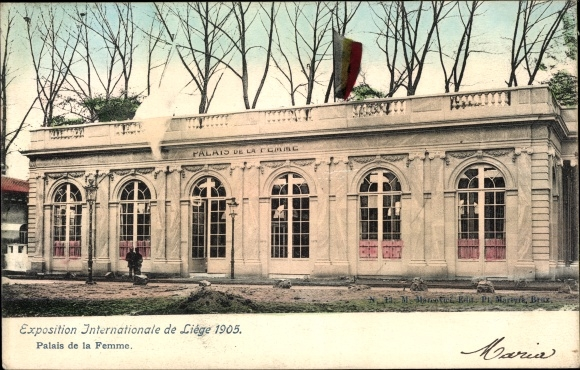
Ansichtskarte / Postkarte: Palais de la Femme. Pavillon auf der Exposition Universelle 1905 in Lüttich (Liège, Luik) Wallonien, Belgien.

Bereits auf der Exposition Universelle et Internationale de Liège im Jahr 1905 gab es einen Palais des femmes (Palast der Frauen), der einen besonderen Fokus auf die Rolle und Arbeiten von Frauen legte. In diesem Pavillon wurden drei Klassen präsentiert:
- Klasse 113: Diese umfasste Berufsschulen für Mädchen, Haushaltsschulen, Lehrwerkstätten und aktive Arbeiterinnen. Während der gesamten Ausstellung arbeiteten Haushalts- und Berufsschulen aus ganz Belgien in einer Reihe von Arbeitsstunden, um ihre Tätigkeiten und Fähigkeiten zu demonstrieren.
- Klasse 114: Diese hatte die Aufgabe, die Rolle der belgischen Frau in Wissenschaft, Kunst, Wirtschaft und Wohlfahrt bekannt zu machen. Wissenschaft, Literatur und Musik wurden durch handschriftliche oder gedruckte Werke und Partituren repräsentiert. Die Künste stellten die zahlreichen künstlerischen Werke aus, die gewissermaßen ein Monopol des weiblichen Talents darstellten.
- Klasse 115: Diese sollte die Handarbeit der Frauen hervorheben. In dieser Klasse arbeiteten zahlreiche Arbeiterinnen mit Begeisterung vor den Augen der Öffentlichkeit in überwiegend weiblichen Berufen. Dazu gehörten das Weben und Klöppeln von Spitzen aller Art, Stickereien (insbesondere auf Tüll und Dessous), die Herstellung von künstlichen Blumen, Handschuhen, Tapisserien, Maschinenstricken, Strohflechten sowie das Zuschneiden und Konfektionieren von Mode.

Diese Aktivitäten wurden in einer lebendigen und geschäftigen Atmosphäre präsentiert, die metaphorisch als „lebendiger Bienenstock“ beschrieben wurde, der vor Aktivität nur so strotzte. Die Begeisterung und das Engagement der Arbeiterinnen trugen maßgeblich zum Erfolg des Palais de la Femme bei, was sich in den hohen täglichen Besucherzahlen widerspiegelte (Zitat aus: Guide remboursable illustré de l'Exposition universelle et internationale de Liége, 1905).

## Geschichte

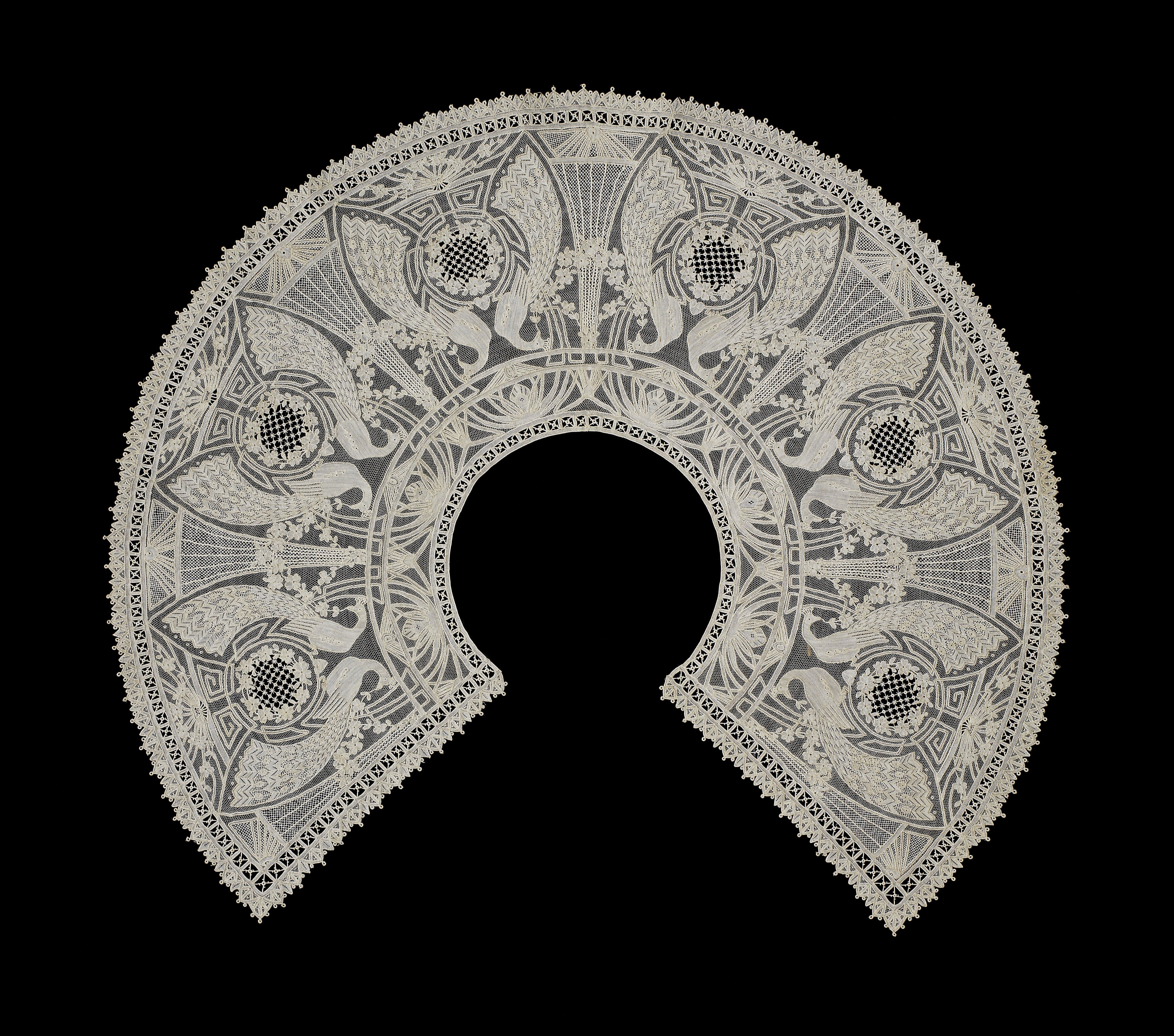
Kragen aus Spitze mit einem Muster aus Pfauen und Blumen. Irène d’Olszowska

Die Vereinigung Les arts de la femme wurde unter der Schirmherrschaft von Prinzessin Elisabeth von Belgien (SAR Madame la Princesse Albert de Belgique; 1876–1965) gegründet. Nach der Thronbesteigung Alberts I. im Jahre 1909 bis zum Bestehen des Vereins führte Elisabeth die Schirmherrschaft als Königin fort („Sous le Haut Patronage de SM la Reine“). Ihre Schirmherrschaft zeigt, dass der Verein ein hohes Ansehen genoss. Schließlich kann ein Verein in Belgien nur dann die „permanente hohe Schirmherrschaft“ eines Mitglieds der Königlichen Familie erhalten, wenn „der Verein und seine Verantwortlichen einen tadellosen und soliden Ruf genießen und lobenswerte Ziele verfolgen, die sportlicher, karitativer, kultureller oder wissenschaftlicher Art sind und nicht auf Gewinn ausgerichtet sind“. Der Schutz konnte für zwei oder fünf Jahre gewährt werden. 1908 wurde dem Verein der Schutz für zwei Jahre gewährt. Im Januar 1910 wurde der Schutz um weitere zwei Jahre verlängert.

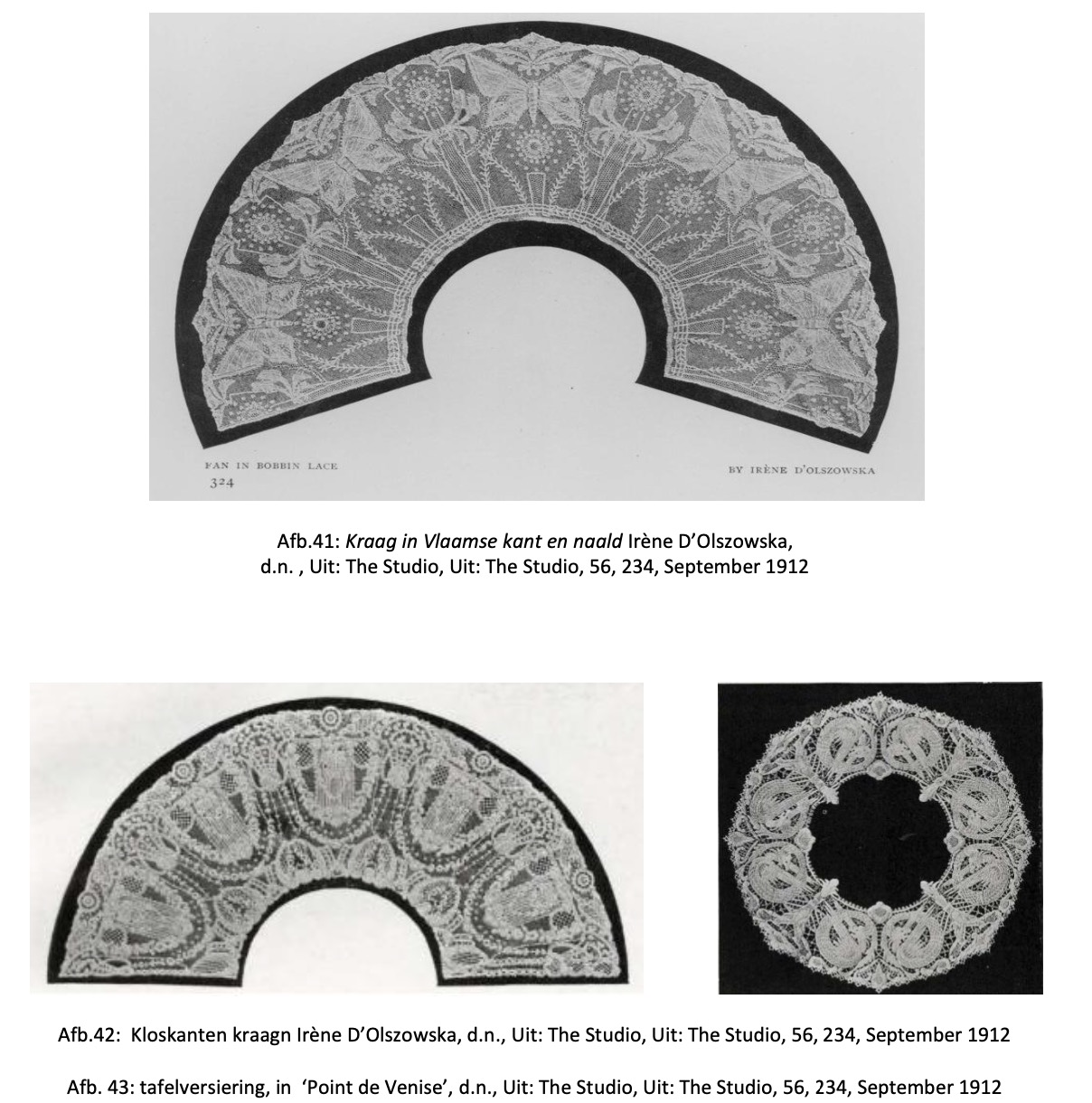
Kragen aus flämischer Spitze. Irène d’Olszowska

Ab dem zweiten Jahr gründeten Les Arts de la Femme die Abteilung Le Comité de la Dentelle (Das Komitee für Erzeugnisse aus Spitze). Diese Abteilung stand unter der Schirmherrschaft von Prinzessin Clémentine von Belgien (Sous le Haut Patronage de SAR La Princesse Clémentine de Belgique; Clémentine Albertine Marie Leopoldine; 1872–1955). Das genaue Datum des Endes der Existenz der Vereinigung ist nicht bekannt. Zwischen 1913 und 1918 konnte in den zeitgenössischen Quellen keine Erwähnung von Les Arts de la Femme gefunden werden. Am 4. August 1914 brach der Erste Weltkrieg aus, und mehrere Organisatorinnen engagierten sich in anderen Initiativen.
Im Jahr 1918 findet sich eine Erwähnung des Vereins in zwei zeitgenössischen Zeitungen. Es handelt sich hierbei mutmaßlich um die letzten Berichte über Les Arts de la Femme. In diesen Berichten wird eine Ausstellung thematisiert, bei der die Malerei im Vordergrund steht, während vor dem Krieg das Kunstgewerbe im Mittelpunkt stand. (Jos Billen)

## Ausstellungen
Les Arts de la Femme stellte mit seinen Mitgliedern 1911 auf der Internationalen Ausstellung für Architektur und Kunstgewerbe in Lüttich und 1913 auf der Weltausstellung in Gent aus. Die Kataloge dieser Ausstellungen beschreiben, was die Künstlerinnen dort zeigten.
Für die Ausstellung in Lüttich wählte Les Arts de la Femme die Werke von 35 Frauen aus. Für die Weltausstellung in Gent 1913 waren es Werke von 96 Frauen. Ein Großteil der ausgestellten Werke bestand aus handgefertigter Spitze. Von den 96 Mitgliedern, die auf der Weltausstellung in Gent vertreten waren, stellten 38 Mitglieder Spitzenarbeiten, bestickte Kissen, Amelina-Tücher, Tischläufer, Vasenteppiche, Bettüberwürfe und Servietten aus.

## Werkauswahl

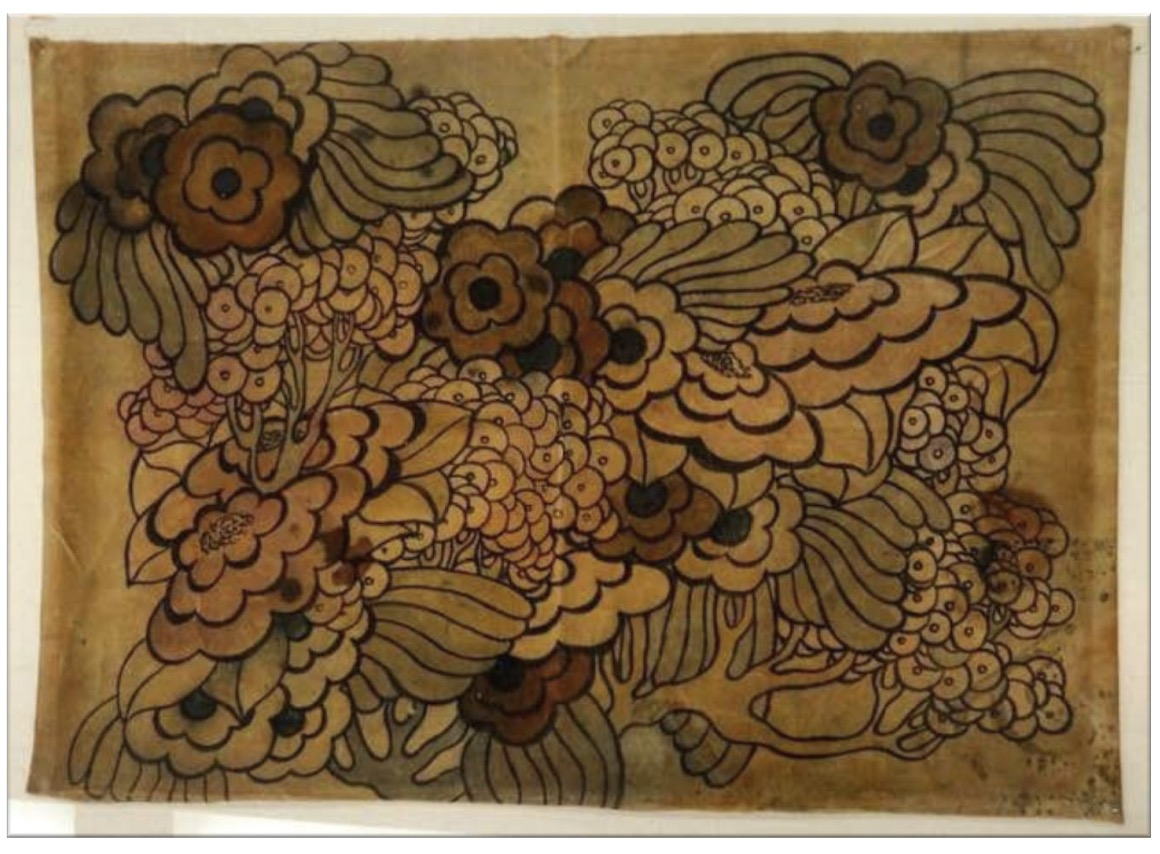
Malerei auf Stoff. Gabrielle Canivet

Ein Lampenschirm der vielseitigen Künstlerin Henriette Bosché wurde 1911 veröffentlicht und zeigt einen Entwurf nach einem unveröffentlichten Gemälde der Künstlerin (Abat-jour exécuté d'après les dessins de l'artiste). Sie war für ihre Landschafts- und Stilllebenmalerei bekannt.
Gabrielle Canivet (1867–1942; seit 1892 Ehefrau von Constant Montald) stellte auf der Weltausstellung in Gent farbig dekorierte Fächer, Kissen und Taschen aus. In Lüttich präsentierte sie eine Handtasche, einen Schal, zwei Boleros, drei Fächer und zwei Taschen. Alle Arbeiten trugen die Bezeichnung tissu décoré.

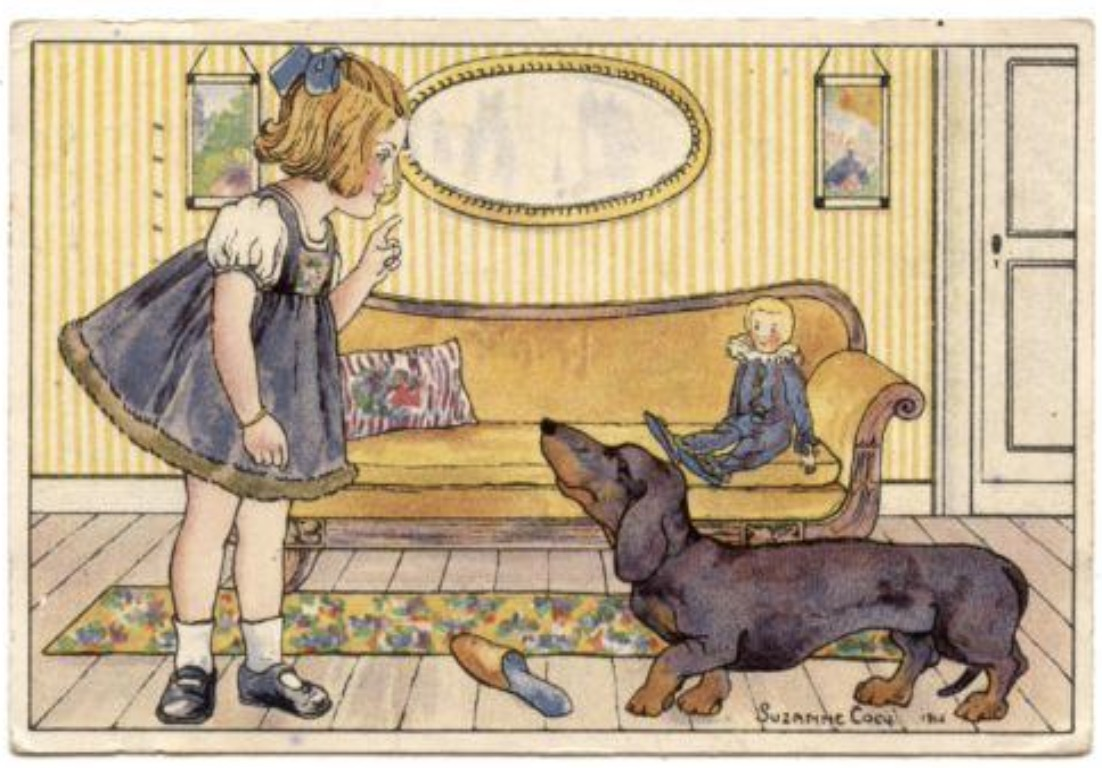
Mädchen mit Dackel und Puppe. Suzanne Cocq, 1916

Suzanne Cocq stellte Bucheinbände und Buchmalerei in Gent aus. Die Arbeit Dackelhund und Puppe war ein Werbeplakat für Foyer des Orphelins aus dem Jahr 1916. Die Werke, die sie in ihrem späteren Leben schuf, wichen stark von diesem Stil ab. Das Bild zeigte eine Puppe, die mit einem Dackelhund kommuniziert. Zwischen den beiden lag ein Schnuller. Im Hintergrund saß eine zweite, weniger detaillierte Puppe in einem Sessel. An der tapezierten Wand hingen ein ovaler Spiegel und zwei Bilder mit bunten Motiven.

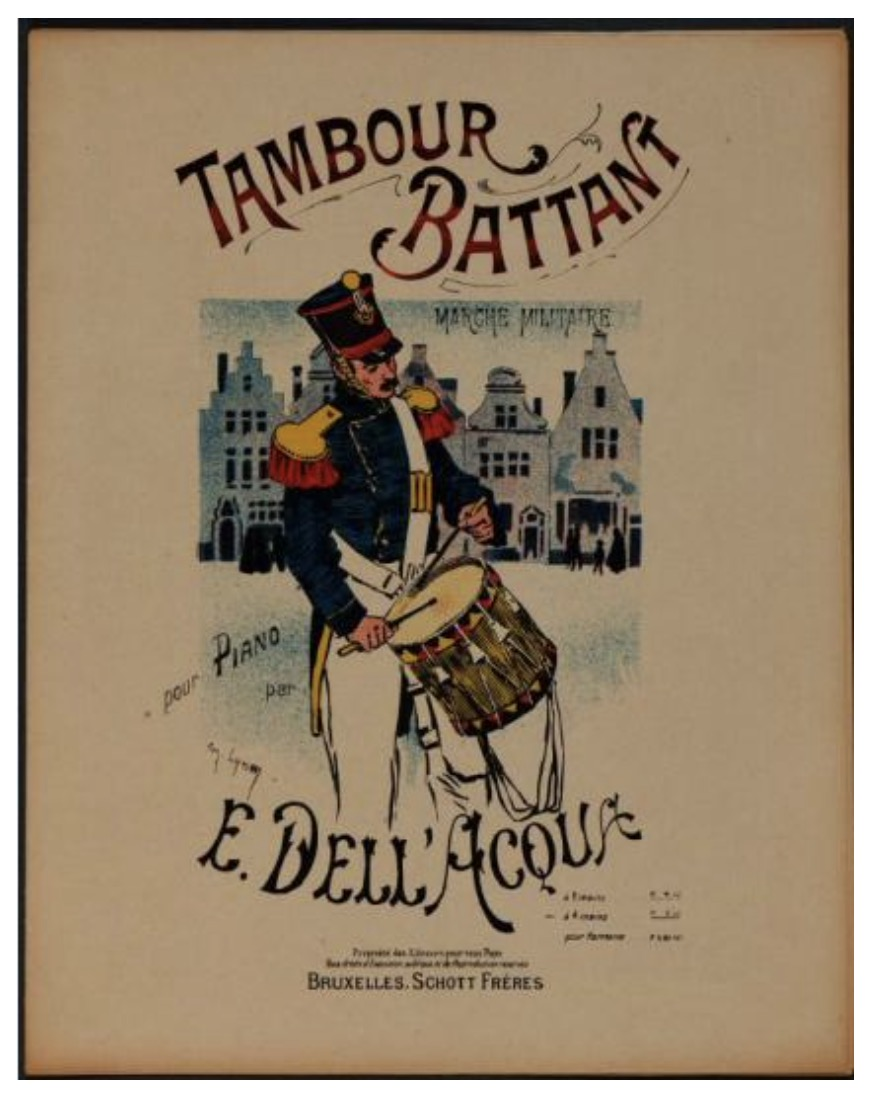
Cover der Partitur von Tambour battant, Marche militaire. Eva Dell'Acqua

Die belgische Komponistin und Sängerin Eva Dell'Acqua (1856–1930) stellte ihre bis dahin entstandenen Werke 1913 in Gent vor. Es war das einzige Mal, dass Musikwerke aufgeführt wurden. „Tambour Battant“ war ein gutes Beispiel, um ihr gesamtes musikalisches Werk zu beschreiben.
Ein Ledereinband von Mlle. Moens wurde bereits 1914 vom Designmuseum in Gent erworben. Auf der Weltausstellung 1913 präsentierte sie zwei Bucheinbände aus geprägtem Leder. Der Einband war innen mit grünem Taft ausgeschlagen. Aufgeklappt war das Buch 31,5 cm breit und 5,8 cm hoch. Auf dem Buchdeckel befand sich eine Karte von Les Arts de la Femme. Das Werk wurde wahrscheinlich während der Weltausstellung in Auftrag gegeben.
Marguerite van Biesbroeck stellte in Lüttich aus. Zu sehen waren eine Keramikvase, ein Keramikteller und ein Blumentopf (Cache-pot) von ihr. Drei Jahre vor ihrer Teilnahme an der Ausstellung in Lüttich stellte sie diese kugelförmige Vase mit schmalem Hals und gewelltem Rand her. Die Vase war polychrom bemalt mit stilisierten Blumen in Braun- und Beigetönen mit schwarzen Akzenten.
Julie Sterpin präsentierte 1911 eine Keramikvase, einen Aschenbecher und eine Bonbonnière (Vase Céramique, Cendrier, Bonbonnière). Der Porzellankrug, der 1912 in ihrem eigenen Atelier hergestellt wurde, spiegelte wahrscheinlich den Stil wider, in dem diese Objekte hergestellt wurden. Die Vase war mit Pusteblumen in verschiedenen Grüntönen vor einem dunklen, fast schwarzen Hintergrund bemalt. Die Vase war 27,7 cm hoch und hatte einen Durchmesser von 12,9 cm. 1912 erwarb das Designmuseum in Gent eine Vase von Julie Sterpin. Ein Jahr später präsentierte sie Keksdosen, Vasen und Kunstkeramik auf der Weltausstellung in Gent.

Clara Dobbelaere vertrat Les Arts de la Femme auf der Weltausstellung in Gent mit einer Bronzeschale und einer Ledertasche. Das Bild zeigte eine Bronzeschale mit Mohnblumen, die zwischen 1891 und 1900 hergestellt wurde. Der Rand der Schale trug die Signatur von Clara Voortman. Ihr Œuvre im Bereich der angewandten Kunst bestand hauptsächlich aus Lederarbeiten und kleinen Bronzearbeiten.

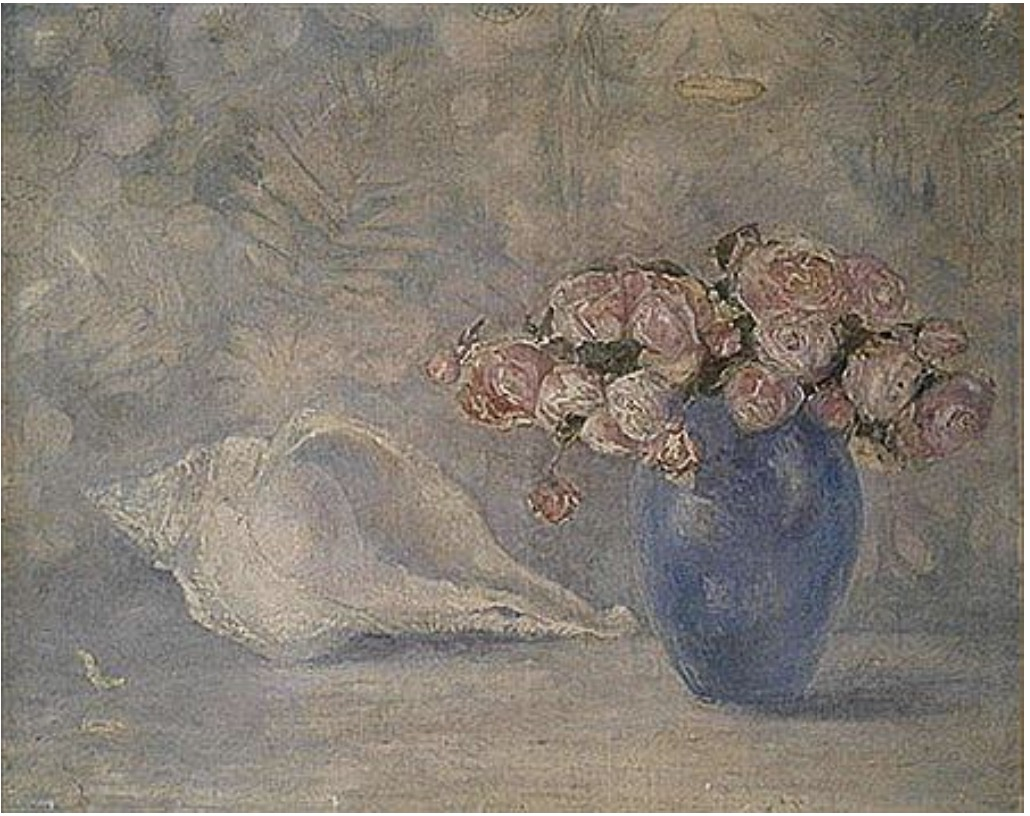
Stilleben. Henriëtte Bosché
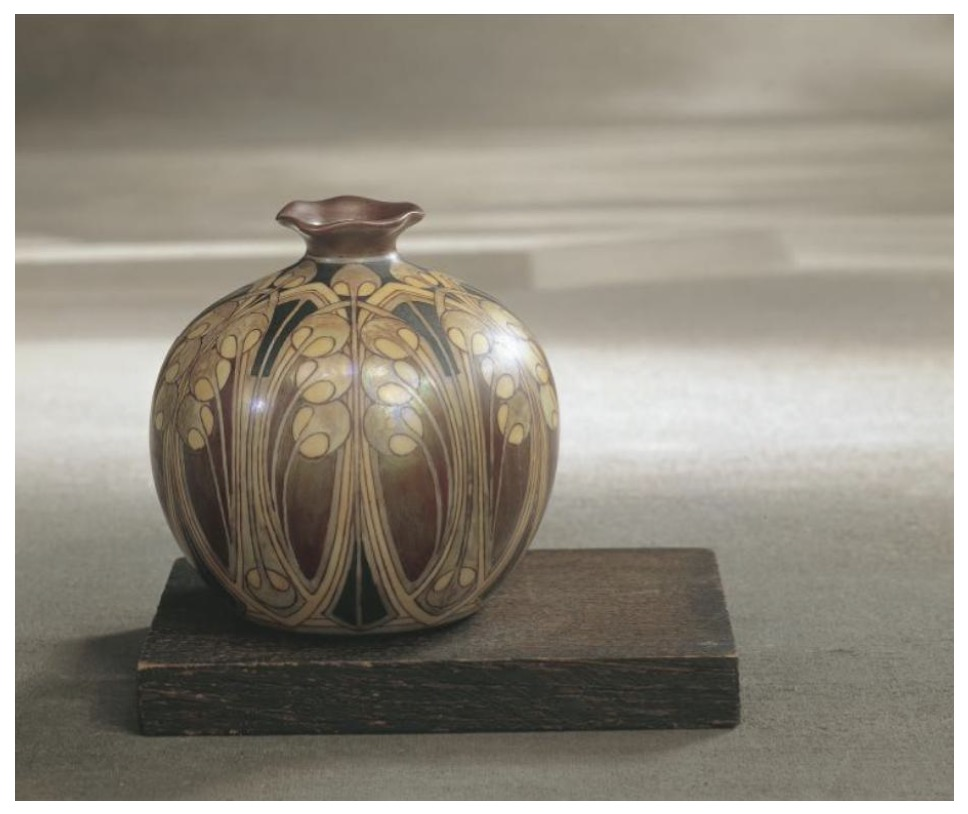
Porzellanvase mit Blumendekor, 1908. Marguerite van Biesbroeck
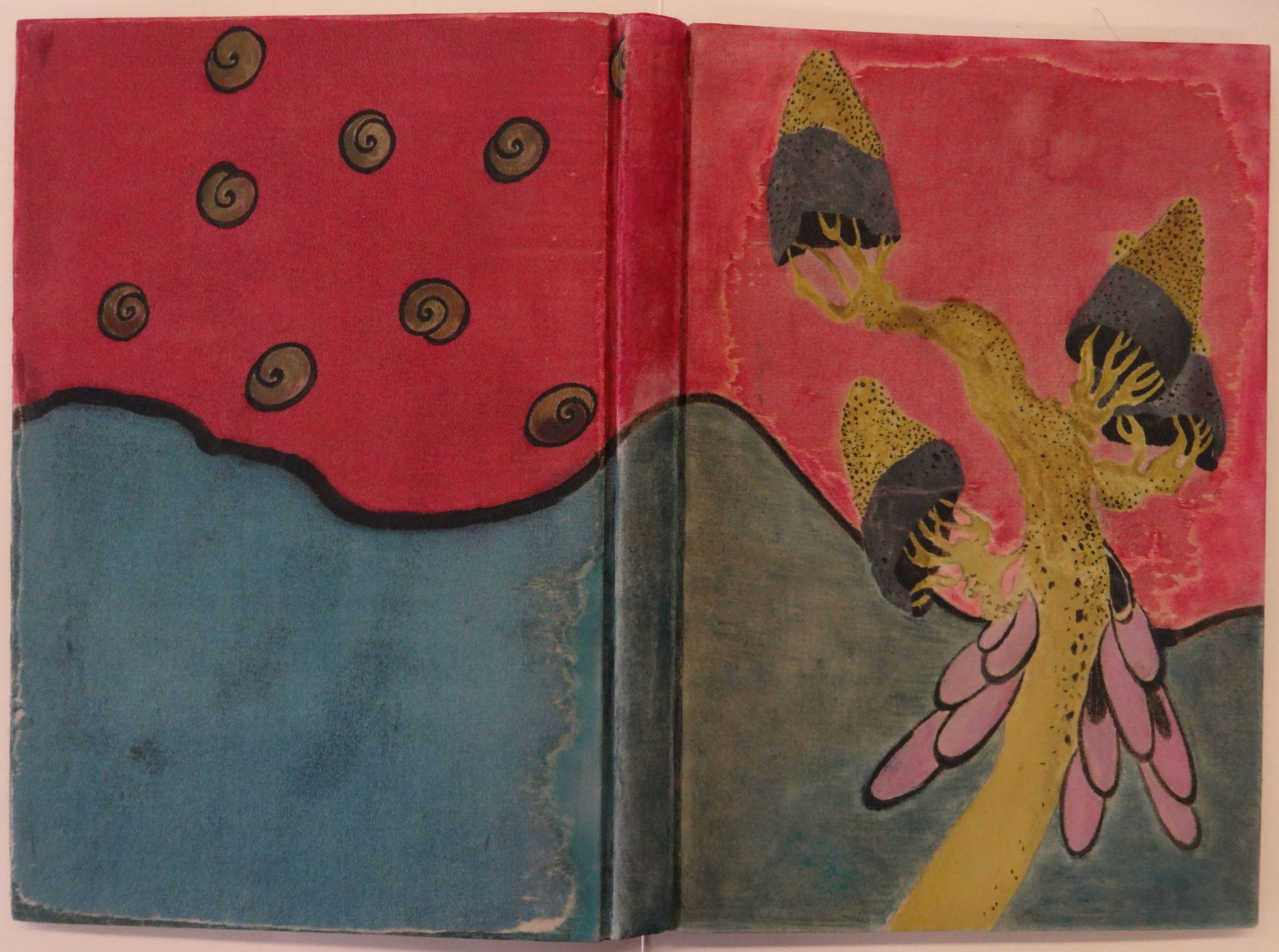
Einband für Les Héros, Seidenmalerei 1908. Gabrielle Canivet
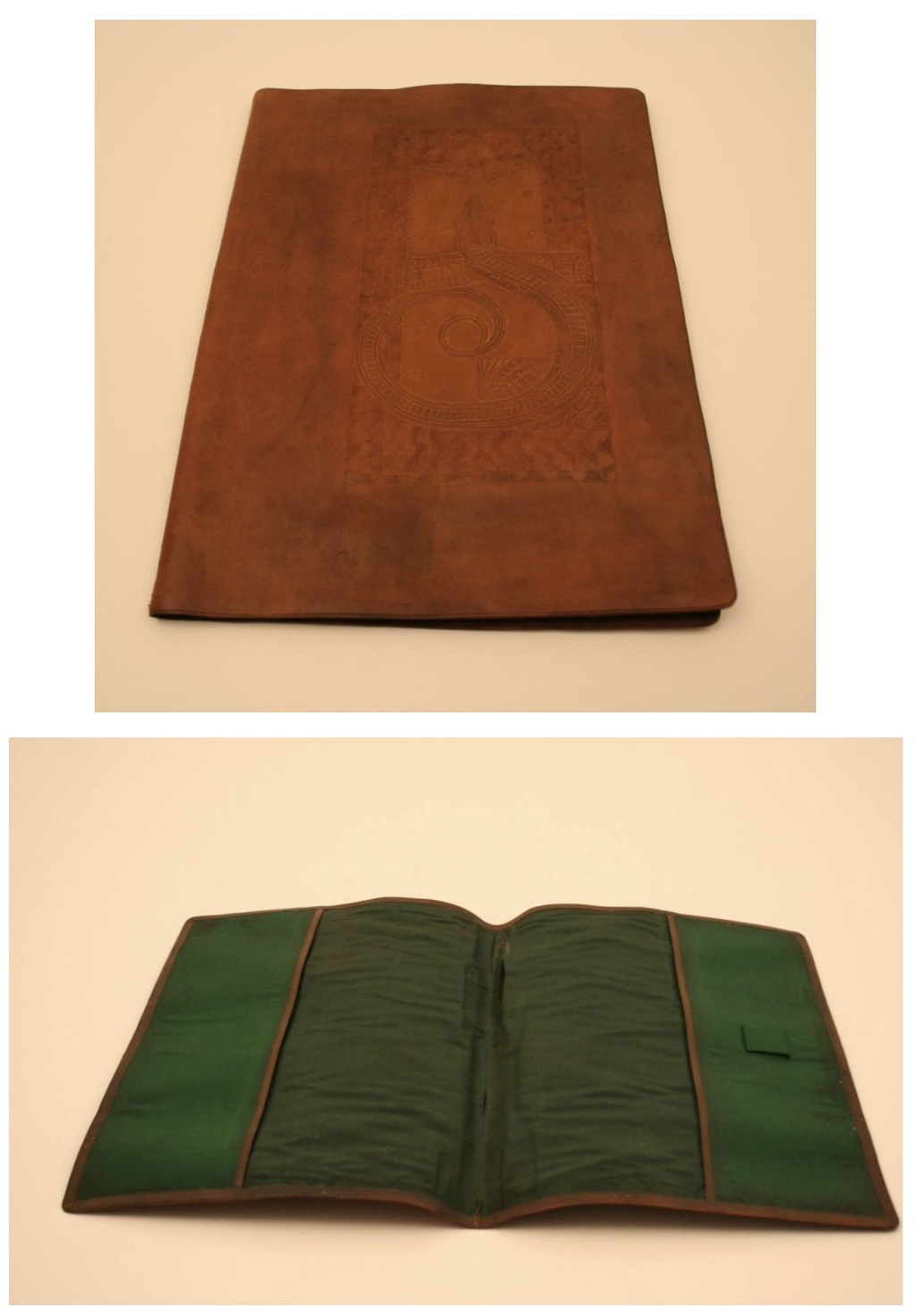
Lederbucheinband, Leder und Seide. Mlle. Moens
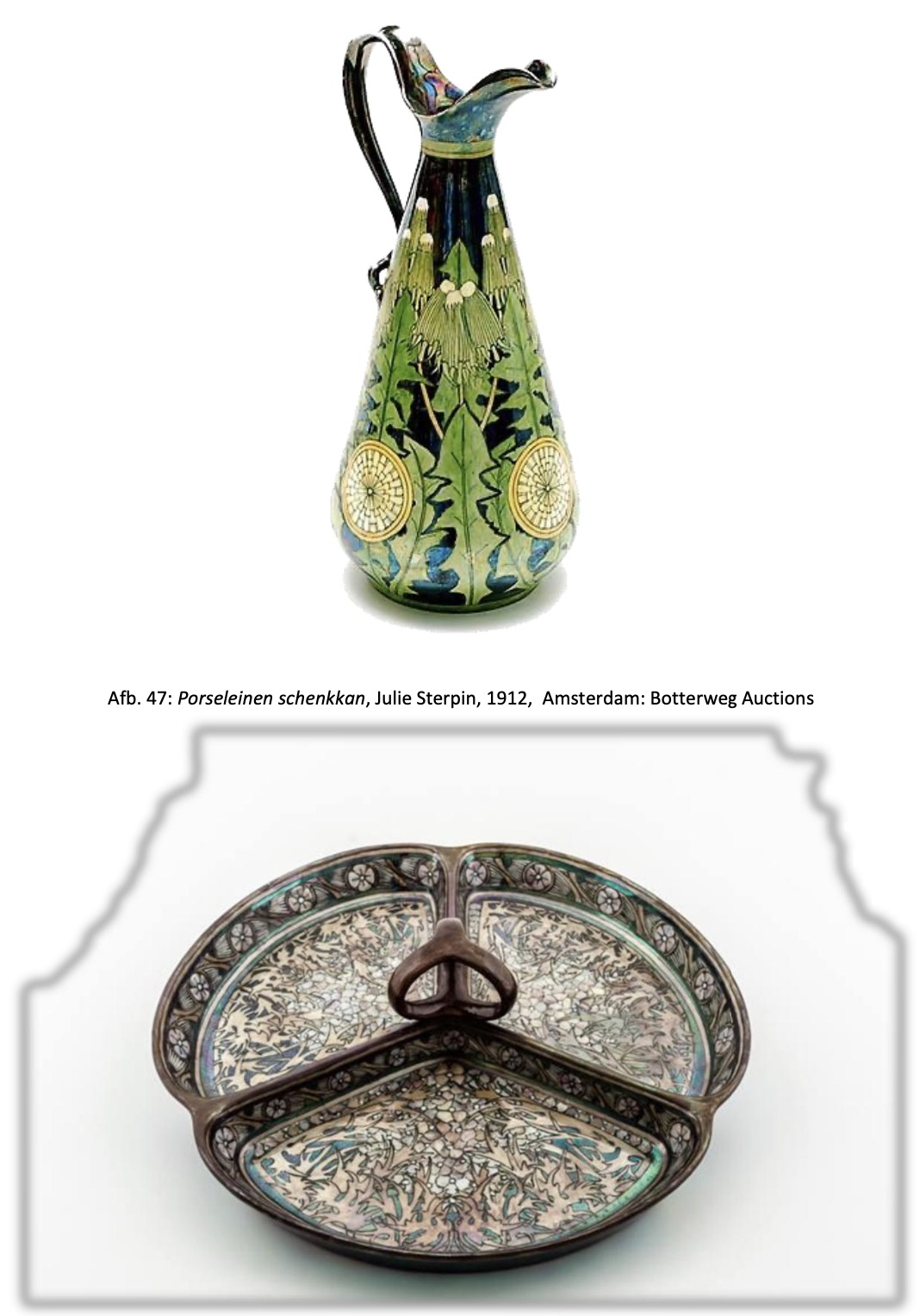
Eine Porzellan-Gießkanne und ein Vide-poche. Julie Sterpin, 1912
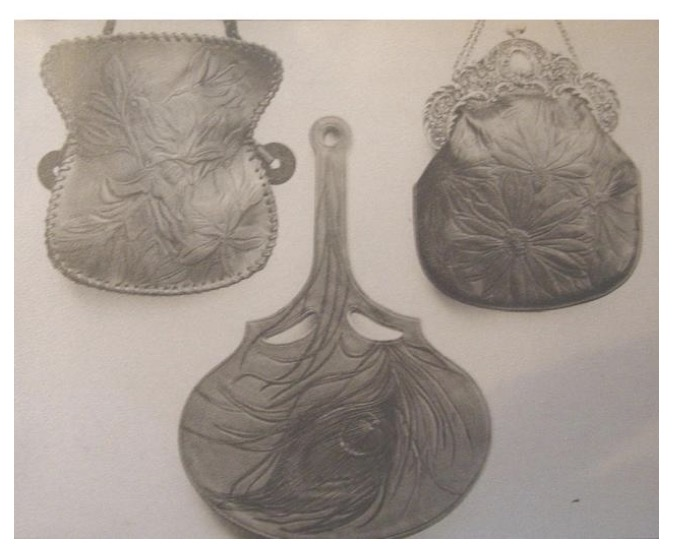
Objekte aus Leder. Clara Dobbelaere
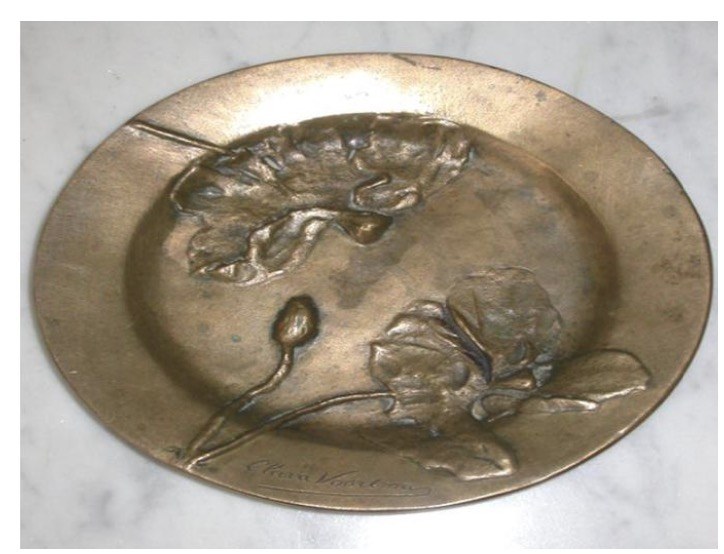
Schale mit Mohnblumen, Bronze. Clara Dobbelaere
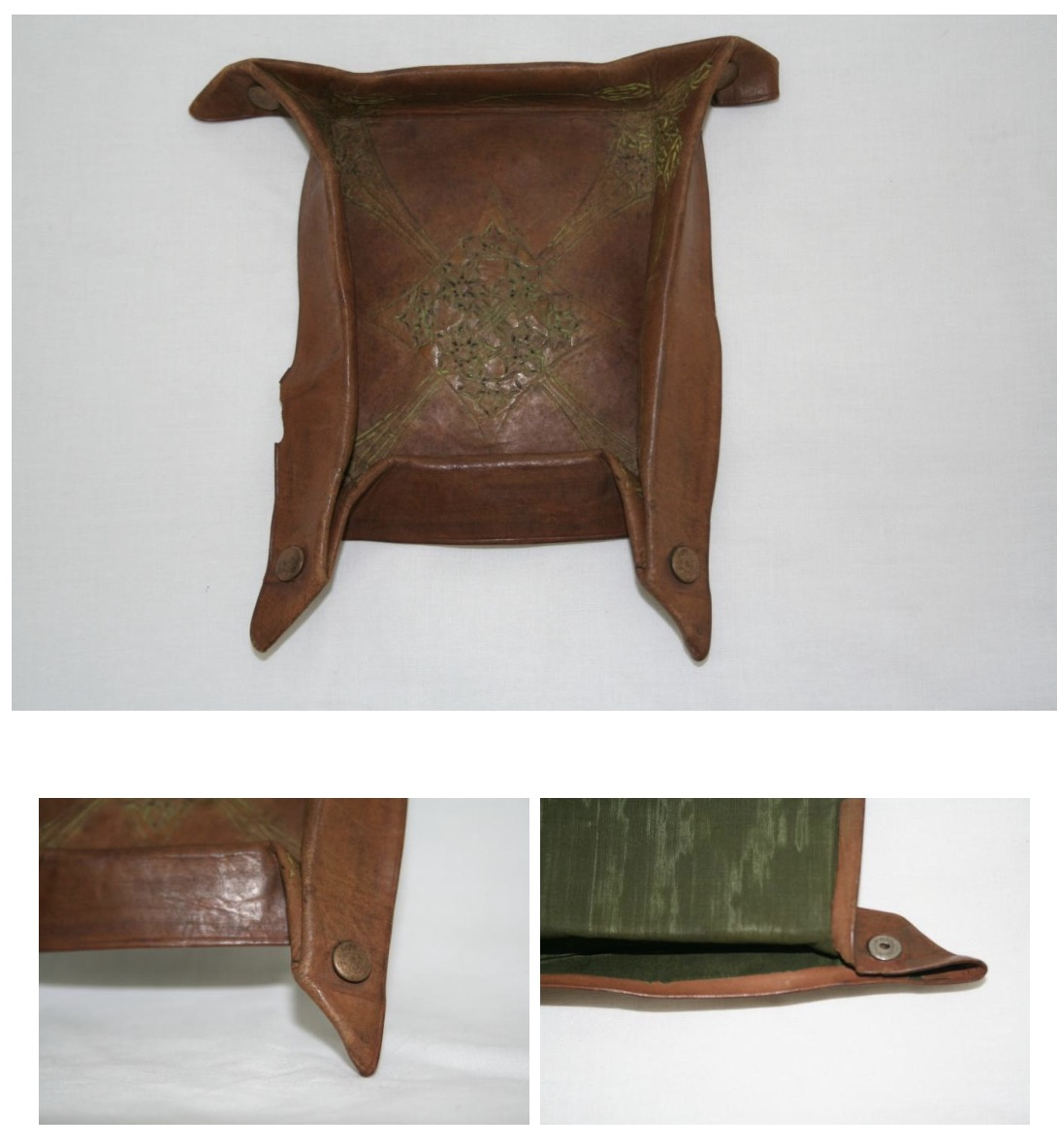
Vide-Poche, Leder und Seide. Mlle. Dago, um 1914